# Non-League Paper
«Non-League Paper» — британская еженедельная спортивная газета, посвященная любительскому футболу.

## История
Издание было основано в 1999 году, действующий главный редактор — Дэвид Эмери. В газете публикуются отчеты о матчах четырех основных дивизионов в английском любительском футболе, прошедших за предыдущий день, с обзорами игр пяти дивизионов. Также представлены результаты и турнирные таблицы 5 и 6-го дивизионов, а также результаты игрового дня и турнирные таблицы начиная с 7-го дивизиона. Публикуются также данные о матчах любительских лиг Уэльса и Шотландии.
Помимо прочего, редакция газеты учредила приз «Команда года», ежегодно вручаемый лучшему любительскому клубу в Англии.

## Владельцы и издатели
Владеет изданием компания «The Football Paper Ltd», которой также принадлежит газета о профессиональном футболе под названием «League Paper».